# Galindez (film)
Pour les articles homonymes, voir Galindez.
Pour plus de détails, voir Fiche technique et Distribution.
Galindez (El misterio Galíndez) est un film hispano-britannico-italo-lusitano-franco-cubain réalisé par Gerardo Herrero, sorti en 2003.

## Synopsis
À la fin des années 1980, Muriel Colber, une jeune américaine, est venue en Espagne pour travailler sur sa thèse de doctorat sur Jesús Galíndez, un homme politique basque indépendantiste exilé aux États-Unis pendant la guerre civile espagnole (1936-1939), qui a disparu en 1956 dans des circonstances étranges. Muriel contacte un écrivain, qui lui fournit des informations sur les dernières personnes qui ont vu Galíndez vivant. Ainsi commence une enquête qui va du champ académique au champ politique, car les coupables de la mort de Galindez vont essayer d'empêcher par tous les moyens que Muriel clarifie et dénonce les faits.

## Fiche technique
- Titre : Galindez
- Titre original : El misterio Galíndez
- Réalisation : Gerardo Herrero
- Scénario : Ángeles González-Sinde et Luis Marías d'après le roman éponyme de Manuel Vázquez Montalbán
- Production : Mariela Besuievski, Patrick Cassavetti, Gerardo Herrero, Javier López Blanco et Tadeo Villalba hijo
- Musique : Patrick Doyle
- Photographie : Alfredo F. Mayo
- Montage : Carmen Frías
- Pays de production :  Espagne -  Royaume-Uni -  Italie -  Portugal -  Cuba -  France
- Format : couleurs - 2,35:1 - Dolby Digital
- Genre : drame
- Durée : 116 minutes
- Date de sortie : 2003

## Distribution
- Saffron Burrows : Muriel Colber
- Harvey Keitel : Edward Robards
- Eduard Fernández : Galíndez
- Guillermo Toledo : Ricardo
- Gérard Barray : Jorge Uria